# Swingjugend
Swingjugend nebo Swing-Jugend (swingová mládež) bylo mládežnické hnutí příznivců jazzové a swingové hudební scény na území Německa (především Hamburk, Frankfurt a Berlín) v třicátých letech 20. století. Mladí lidé ve věku od 14 do 19 let postupem času začali ventilovat svou averzi vůči ideologii nacistického Německa převzetím prvků americké či britské kultury. Nepřímo se také projevovali jako odpůrci hnutí Hitlerjugend. Podobným hnutím byly Potápky v Praze.

## Název
Označení Swing-jugend bylo původem parodie na četné organizace mládežníků pod taktovkou Nacistů (např. Hitlerjugend). Samotní jazzoví nadšenci se titulovali jako swing-boy, swing-girl či hepcat - označení pro zdatného muzikanta/znalce jazzu.

## Vliv kultur
Naprostá většina z řad Swingařů příslušela k vyšším (majetným) sociálním třídám, jelikož ty měly jako jedny z mála přístup k výuce angličtiny a četným tanečním večírkům, které se později staly stavebním kamenem pro protančené noci. Ne náhodou patřil Hamburk, díky svému přístavnímu spojení s Británií a Amerikou, k centru této subkultury.
Hlavní složkou byla svoboda a nespoutanost, kterou se snažili dát najevo anglickým stylem oblékání (deštník, velké šály, pršipláště...) či samotnou stylizací vlasů (chlapci nosili pro 30. léta naprosto netypické dlouhé vlasy a dívky se snažily přiblížit hollywoodským divám svou červenou rtěnkou a rozpuštěnými vlasy).
Nezbytností byl poslech anglických rádiových stanic (např. BBC).

## Zákaz
Na základě rasové ideologie byl s konečnou platností zařazen na seznam zvrhlého umění (něm. Entartete Kunst) i swing jakožto podkategorie jazzové kultury, která byla kvůli svému základu v černošských melodiích a židovském původu muzikantů (např. jeden z nejslavnějších Benny Goodman). Na základě těchto opatření docházelo k častějším kontrolám podniků a jejich hudebního repertoáru popřípadě k jejich zavření z důvodu porušení zákona. V platnost přišla v roce 1937 nařízení (ustanovená Heinrichem Himlerem týkající se nočních vycházek mladých lidí (resp. jejich zákaz po deváté hodině večerní). 
Z otevřených tančíren se jazzová kultura přesunula do soukromějších prostorů, jedním z těch známějších byl například podnik Café Heinz v Hamburku.

## Definitivní zákaz
Dne 18. srpna 1941 došlo v Hamburku k masivní policejní operaci, která přinesla 300 zajatých hepcats. Část z nich byla propuštěna pod podmínkou přísného sledování. Valná většina však byla obviněna z politického odporu a odporu jako takovému vůči nacionalistickému socialismu a následně zaslána do pracovních táborů. V únoru roku 1942 vyzval Heinrich Himmler Reinharda Haydricha k odstranění hlavních představitelů tohoto hnutí posláním do koncentračních táborů s nucenými pracemi a tělesnými tresty. 
V období mezi roky 1942 a 1943 došlo k zpřísnění veškerých opatření a k rapidní redukci swing klubů.
V únoru roku 1943 byl deportován do koncentračního tábora pro mladistvé Günter Discher (jeden z posledních hlavních představitelů hnutí swing). 

## Bílá růže
Mezi Bílou růží a Swingjugend nedošlo nikdy k oficiálnímu spojení zájmů, díky výrazně silnější politické motivace členů Bílé růže, ačkoli můžeme mluvit o vzájemných sympatiích.

## Swing ve světě
Kromě Německa se tento hudební styl těšil velké oblibě i v Rakousku (Vídeň) a ve Francii zejména v Paříži, kde si jeho příznivci říkali Les Zazous.

## Kultura
Nejznámějším filmem pojednávající o problematice subkultur v Nacistickém Německu je Swing kids z roku 1993 (v hlavní roli Christian Bale a Robert Sean Leonard), kterému jako kulisa Hamburku posloužila Praha.